# Фернандо Энрике
Ферна́ндо Энри́ке дос А́нжос (порт.-браз. Fernando Henrique dos Anjos; 25 ноября 1983, Бауру) — бразильский футболист, вратарь клуба «Нороэсте».

## Карьера

### В клубах
До 2002 года  выступал в молодёжной команде «Флуминенсе», затем стал привлекаться к основному составу. В серии A он провёл 92 игры, в 2008 сыграл 14 матчей в Кубке Либертадорес. «Флуминенсе» дошли до финала турнира, но проиграли там эквадорскому клубу «ЛДУ Кито». В начале 2011 года Фернандо Энрике на правах свободного агента перешёл в «Сеару». В том году сыграл 23 матча в чемпионате Бразилии, а в 2012 провёл столько же встреч в серии B.

### В сборных
В 2003 году Фернандо Энрике отправился на молодёжный чемпионат мира. Он сыграл 3 матча на групповом турнире против команд Канады, Чехии и Австралии. В остальных матчах плей-офф ворота Бразилии защищал Джефферсон. Бразильцы в итоге стали чемпионами мира.
За национальную сборную Бразилии Фернандо сыграл один матч, 18 августа 2004 года в товарищеской встрече со сборной Гаити он во втором тайме заменил Жулио Сезара.

## Достижения
«Флуминенсе»
- Обладатель Трофея Рио: 2005
- Чемпион штата Рио-де-Жанейро: 2005
- Обладатель Кубка Бразилии: 2007
- Чемпион Бразилии: 2010